# Valentín Barco
Valentín Barco (* 23. Juli 2004 in Buenos Aires) ist ein argentinischer Fußballspieler, der bei Racing Straßburg unter Vertrag steht. 2021 war er einer von sechzig Talenten der „Next Generation“-Liste von The Guardian.

## Vereinskarriere
Barco spielte bis 2013 für Sportivo Las Parejas, bevor er zu den Boca Juniors wechselte. Beim 4:1-Heimsieg nach Elfmeterschießen gegen River Plate im Achtelfinale der Copa Argentina am 5. August 2021 war er erstmals Teil des Spieltagskaders der Profimannschaft. Beim 1:1-Auswärtsspiel gegen Unión de Santa Fe am 17. Juli 2021 debütierte er in der Primera División für die Profimannschaft. Im Januar 2024 wechselte er zu Brighton & Hove Albion. Dort kam er in der verbleibenden Rückrunde der Saison 2023/24 zu sechs Einsätzen in der Premier League. Im August 2024 folgte eine einjährige Leihe zum FC Sevilla, wo er zunächst regelmäßig spielte, in der Folge aber kaum noch berücksichtigt wurde. Bis Ende Januar 2025 standen lediglich sieben Ligaeinsätze zu Buche, woraufhin die Leihe vorzeitig beendet wurde. Anschließend wurde Barco bis zum Saisonende an Racing Straßburg verliehen, wo er alle der verbleibenden 14 Saisonspiele absolvierte. Nach Abschluss der Leihe verpflichtete Straßburg den Argentinier fest für vier Jahre.

## Nationalmannschaft
Barco gab beim 1:1-Spiel gegen die brasilianische U16-Nationalmannschaft am 8. Dezember 2019 sein Debüt für die argentinische U16-Nationalmannschaft. Mit der U20-Nationalmannschaft seines Landes nahm er an der U-20-Fußball-Weltmeisterschaft 2023 teil. Sein Debüt für die A-Nationalmannschaft gab er am 20. März 2024 im Freundschaftsspiel gegen El Salvador.

## Spielstil
Barcos Stärke sind laut The Guardian Freistöße.